# 周倫
周倫（1463年—1542年），字伯明，號貞菴，南京蘇州府崑山縣（今江蘇昆山市）人，明朝政治人物。弘治己未進士，官至南京刑部尚書，卒諡康僖。

## 生平
弘治五年（1492年）壬子科應天鄉試第七十八名舉人。弘治十二年（1499年）登己未科會試第二百四十名，三甲十二名進士。授直隸新安縣知縣，治理當地蝗災大水有功，十七年选授山東道試監察御史，十八年五月實授，巡視居庸關、龍泉關等。
劉瑾當權時，因得罪權貴歸鄉。劉瑾伏誅後復官，舉薦謝遷、劉大夏等人。復除江西道御史，正德八年巡按山西，十一年（1516年）五月升南京大理寺右寺丞。
明世宗即位，正德十六年（1521年）五月升大理寺右少卿。嘉靖元年（1522年）二月升左少卿，六月升都察院右佥都御史，二年闰四月以母病乞归，不久母亲病故丁忧。四年十一月服阕，起任南京提督操江右佥都都御史，五月五月升本院右副都御史，六年四月升南京工部右侍郎，五月改任兵部右侍郎，十月佐理都察院事，七年（1528年）正月升本部左侍郎，十一月升南京刑部尚書，八年五月改任刑部尚书，九月復为南京刑部。嘉靖十二年（1532年）五月致仕辭歸。嘉靖二十一年（1542年）七月卒，贈太子少保，謚康僖。

## 家族
曾祖周玑；祖周璩；父周绍。母李氏。具庆下。弟儒、伸、傑、佐、佑。有子周起鳳、周鳳鳴。